# فندق نابليون
نابليون هو فندق يقع في المنطقة المجاورة مباشرة لقوس النصر شارع فريدلاند، في الدائرة 8 من باريس.

## معلومات عن الفندق
- الموقع: باريس، فرنسا
- العنوان: 40، شارع فريدلاند. 75008 باريس
- إحداثيات: 48°52'27 شمالا 52°17'52 شرقا
- تاريخ الافتتاح: 1928
- المهندس المعماري: هنري بورتو
- المالك: أسرة كلياجين
- مدير الفندق: لودفيك كوربيتشو
- الغرف: 54
- الأجنحة: 45
- المطاعم: 1
- الطوابق: 7
- الموقع الإليكتروني: http://www.hotelnapoleon.com

## التاريخ
في عام،1923 كلفت مجموعة مارتينيز المهندس المعماري العظيم في ذلك الوقت، هنري بورتو، ببناء مسكن فخم في مكان الفندق الخاص القديم «كونت تولستوي». بعد ذلك، تغيرت ملكية المسكن واشترته عائلة روتشيلد. وافتتح فندق نابليون بونابرت باسم فندق السحر في عام 1928. وكانت الشخصيات الأدبية في ذلك الوقت يفضلونه ويترددون عليه بانتظام. وفي عام 1929 أصبح فندق السحر يعرف باسم فندق دي لوكس ووصل إلى فئة القصر الصغير. وكان من الطبيعي تسميته باسم «نابليون باريس» كمرجع لموقعه المتميز، بجوار قوس النصر.

### استقبال الجنود الأمريكيين بعد تحرير باريس
في كتاب جمع مذكرات قدامى المحاربين في الجيش الأمريكي، المعروف باسم «شوربة الدجاج لروح المحاربين القدماء»، جان بي. برودي ذكرت أنه في عام 1945، عندما انتهت الحرب، أقام زوجها جيني في فندق نابليون، وكان دائما ما يتذكر البواب جان فراتوني، الذي كان رقيقا جدا في تعامله مع الجنود الأمريكيين. تقول جان برودي أن بعد 40 عاما، عندما عاد زوجها إلى باريس، كان مندهش جدا من أنه قد قابل نفس البواب الذي تعرف عليه وقال: «كنت هنا عندما انتهت الحرب، أليس كذلك؟» لقد كان فرنتوني ودودا للغاية مع عائلة برودي، والذين تأثروا جدا لذلك.

## الفندق كموضع تقدير من قبل المشاهير
منذ افتتاح الفندق، فلقد شهد عدد لا يحصى من المشاهير تمر عبر أبوابه. ومن بين هؤلاء إرنست همينغوي، جون شتاينبيك، سلفادور دالي، ايرول فلين، أورسون ويلز، مايلز ديفيس، جوزفين بيكر، إيلا فيتزجيرالد، وجميعهم، فضلا عن العديد من الآخرين، وقعوا في الكتاب الذهبي.

### ماريو فارغاس يوسا في رحلته الأولى لباريس
الفائز بجائزة نوبل في الأدب، ماريو فيرجاس يوسا من بيرو، يحكي عن ذكرياته «غير العادية» في رحلته الأولى إلى باريس، والتي فاز فيها بمسابقة أدبية نظمتها «لا نوفل ريفيو فرانسيس» قائلا: لقد مكثت في فندق نابليون، وأتذكر هناك مقابلة ملكة جمال فرنسا للعام 1958، آني سيمبلون.

## الديكور
باريس نابليون هو الفندق الوحيد الذي زين تماما بالفنون النابليونية، ومؤثث على الطراز الديريكتوري. حيث يجمع الفندق بين الأصيل والحديث، دون أن ننسى بالتأكيد اللمسة الشخصية.

## حكاية أسطورية فرنسية روسية
إن الرومانسية ترشح من جدران باريس نابليون. إن أجمل قصة مما لا شك هي التي جمعت بين الكسندر بافلوفيتش كلياجين وهو رجل أعمال ثري روسي وشابة باريسية تدرس الآداب (ثم تصبح بعد ذلك البارونة باوبجيني). لقد وقعوا في الحب على الفور. وكدليل على حبه، عرض كلياجين على الطالبة الشابة فندق باريس نابليون حتى تصبح قادرة على الاستمتاع بالمجتمع الراقي في ذلك الوقت. وتزوجت الفتاة الباريسية رجل الأعمال الغني. وأنشئوا عائلة وعاشوا في باريس نابليون لسنوات عديدة. حكاية أسطورية مليئة بالشغف. حتى يومنا هذا، ونابليون باريس لا تزال ملكا لعائلة كلياجين.

## مطعم ومقهى
ليه بيفواك

## الفيلم
وقد خلد الفندق في فيلم لو كيف سي ريبيف (1961)، والذي مثلت فيه جان غبن جان (المارشال فرديناند، والمعروف باسم ليه دابي) مشيرا إلى أنه مقيم في فندق نابليون، «كما هوالحال دائماً».